# Jan Pieterszoon Coen
Jan Pieterszoon Coen (Hoorn, 8 gennaio 1587 – Batavia, 21 settembre 1629) è stato un politico e generale olandese.
Guidò la Compagnia Olandese delle Indie Orientali dal 1618 al 1623 e poi dal 1627 sino alla sua morte nel 1629. Per la Compagnia Coen realizzò la conquista di Giava dove espulse gli inglesi, fondando così Batavia (1619); nel 1621 completò la conquista delle Isole Banda. Come governatore si batté strenuamente per l'affermazione del monopolio commerciale olandese.
(Jan Pieterszoon Coen)

## Il commercio mondiale delle spezie al principio del Seicento

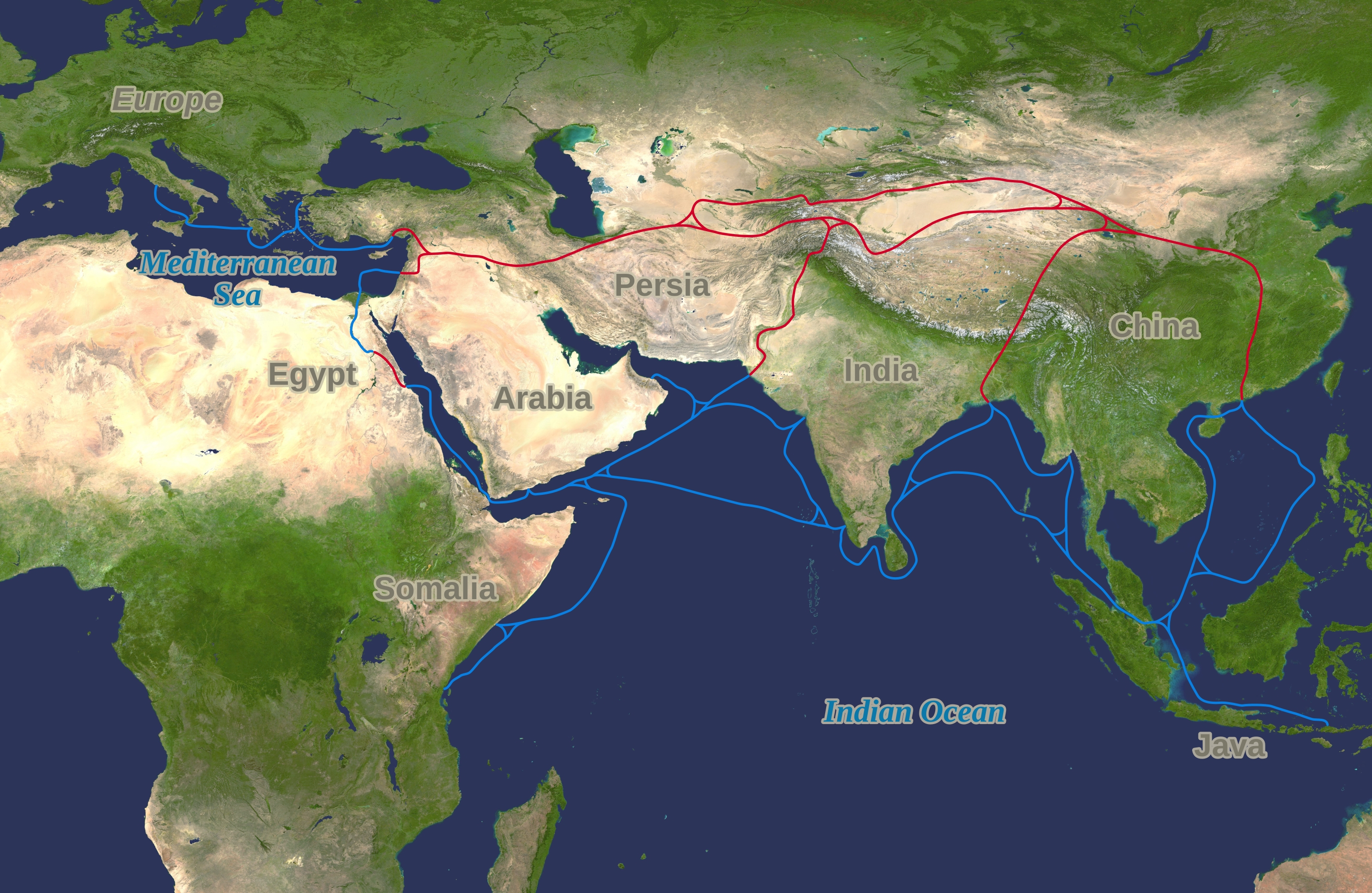
La via della seta e delle spezie prima dell'apertura della rotta del Capo

All'inizio del Seicento il commercio nell'Oriente Medio, nell'Oceano Indiano e nel Pacifico aveva oramai raggiunto una certa stabilità. Il Portogallo era oramai in possesso di Goa, Hormuz, Malacca e dell'emporio di Macao, ed aveva fortificato queste posizioni, rendendole pressoché inespugnabili. La Spagna, dal canto suo, aveva una propria presenza stabile nella città di Manila, collegata attraverso l'Oceano Pacifico con i propri possedimenti di Nuova Spagna e del Perù . Le spezie, la merce più pregiata che si commerciava nell'Oceano Indiano dell'epoca, non erano però prodotti saldamente in mano ai diversi attori in campo: a fronte dell'Estado da India portoghese, che poteva trasportarle seguendo la rotta del Capo (e dunque circumnavigando l'Africa), erano infatti ancora attive sia le vecchie vie carovaniere che via terra collegavano le terre di produzione agli empori europei, in particolare Venezia ed Istanbul sia le vie di mare, che rifornivano di spezie gli enormi mercati indiani, cinesi e dell'Asia Sud Orientale; inoltre era attivo un florido contrabbando, che aggirava ogni tentativo di controllo centralizzato, impattando pesantemente sui prezzi delle stesse (e dunque sui profitti realizzabili dagli operatori economici stessi). Al tempo le principali spezie importate in Europa al tempo erano il pepe, prodotto in svariate località asiatiche, e portato in Europa tramite la rotta del Capo, le vie carovaniere dell'Asia centrale e la rotta del mar Rosso attraverso i domini Ottomani (questa spezia non era quindi monopolizzabile né a monte né a valle); i chiodi di garofano, prodotti in poche località asiatiche, soprattutto nelle isole di Ternate e Tidore, stati in continua lotta tra di loro, monopolizzabili; il macis, prodotto nelle Molucche, monopolizzabile; la noce moscata, prodotta nelle cinque isole Banda, facilmente monopolizzabile.

## Gli esordi nella VOC

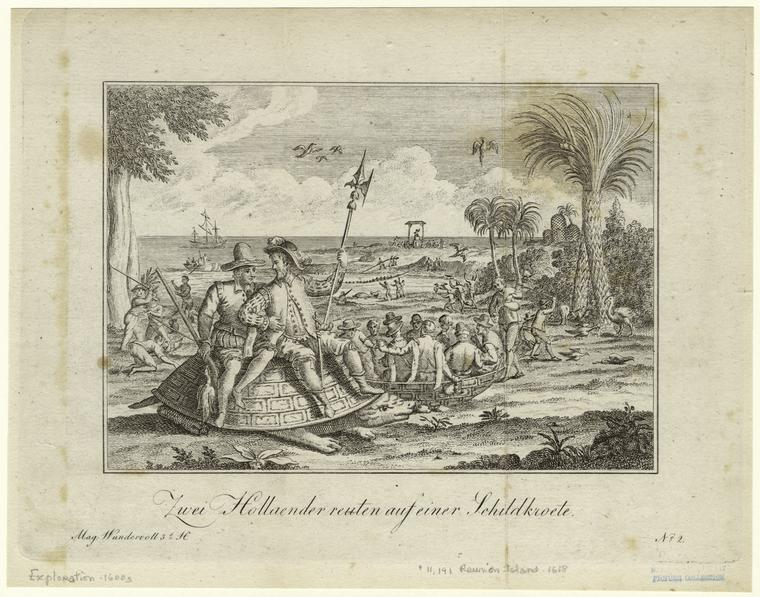
Due olandesi su di una tartaruga gigante alle Mauritius, 1618

Fu in una simile situazione geopolitica che il giovane Coen ha mosso i primi passi. Dopo aver ricevuto una rigida educazione calvinista, si trasferì a Roma presso il fiammingo Joost de Visscher per studiare i principi del commercio, prima di imbarcarsi per la prima volta con la Compagnia olandese delle Indie Orientali (detta anche VOC dall'acronimo dell'olandese Vereenigde Oostindische Compagnie) nel 1606. Coen a bordo della flotta della VOC visitò molte delle isole appartenenti all'attuale arcipelago indonesiano all'inizio del Seicento, e proprio durante uno dei primi viaggi (iniziato nel 1607, a solo cinque anni dal debutto della Compagnia). 

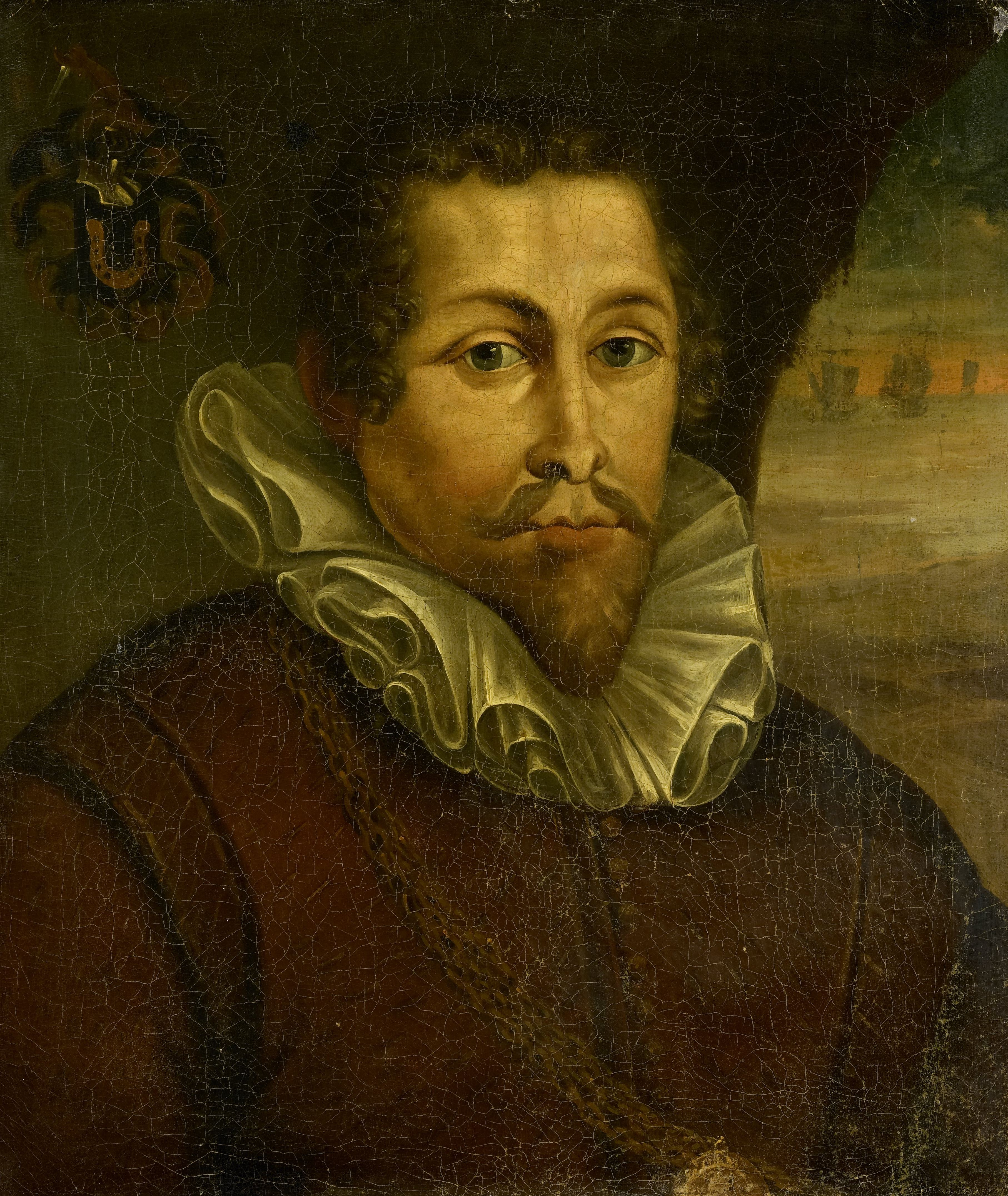
Ritratto di Pieter Willemsz Verhoeff, Rijksmuseum di Amsterdam, 1607

 Coen fece ritorno nel 1610 ad Amsterdam assieme ai superstiti dell'equipaggio guidato da Pieter Willemsz Verhoeff, che perse 42 membri in quell'occasione nelle Isole Banda. La gravità della perdita, nonostante tutto, non demoralizzò Coen, che grazie all'entusiasmo dimostrato di fronte alla platea degli investitori della VOC. Dopo essere rimasto per due anni in patria, fu promosso al grado di capo mercante nel 1612 ed inviato nuovamente in Asia, dove rimase per cinque anni, sino al 1617, acquisendo ancora più familiarità con il commercio orientale: nel 1616, in particolare, le Isole Banda vengono occupate dagli olandesi (ad eccezione dell'isola di Pulau Run).

## Primo mandato nella VOC
Erano allora enormi le potenzialità che il commercio mondiale stava iniziando ad offrire, soprattutto grazie alla supremazia olandese data dalle nuove imbarcazioni più veloci e dotate di maggior capacità di carico  e all'organizzazione economica che si stava iniziando a creare sulla piazza di Amsterdam, grazie ad un mix di fiducia nelle istituzioni, bassi tassi di interesse e forte partecipazione all'azionariato da parte dei cittadini della Repubblica delle Sette Province Unite. 

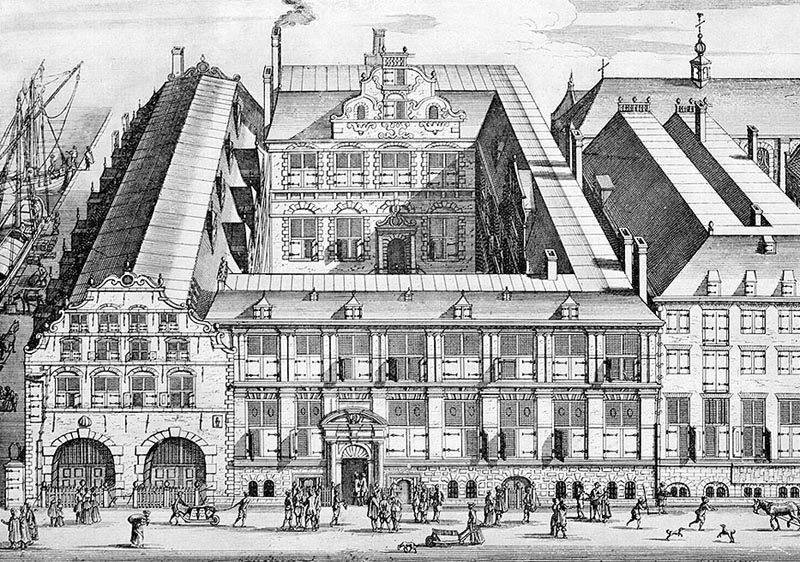
Casa delle Indie Orientali ad Amsterdam costruita nel 1606, incisione del XVII secolo

Coen propose un approccio totalmente disruttivo. Le Province Unite si trovavano nel bel mezzo della Guerra degli Ottant'anni (1568-1648) contro l'Impero spagnolo, superiore sia dal punto di vista economico che da quello demografico . Il suo paese, però, era una Repubblica, e poteva contare sull'intraprendenza dei propri marinai e dei propri mercanti, i quali, bramosi tanto di profitto quanto di indipendenza, erano già penetrati da diverso tempo nell'Oceano indiano, insidiando le posizioni fortificate portoghesi (meno protette da quando il paese era finito sotto la sfera d'influenza iberica) e spagnole. Il passo successivo, suggerito da Coen in un memorandum, sarebbe stato quello di espugnare le posizioni fortificate da questi due paesi, per interrompere o quanto meno intercettarne il commercio. In un secondo momento il suo paese avrebbe potuto entrare come protagonista nei delicati meccanismi di negoziazione con i produttori locali di spezie, acquistandole dunque direttamente alla fonte, senza più bisogno di alcun intermediario, aumentando virtualmente i profitti in modo esponenziale. In terzo luogo, il commercio potenziale sarebbe stato ancora più fruttifero se portato avanti con delle partnership commerciali con mercanti locali, molto più avvezzi al commercio locale rispetto agli europei. Con questo memorandum messo per iscritto, gli Heeren XVII, ovvero i diciassette membri del consiglio della VOC, nominarono governatore-generale un Coen appena trentunenne nel 1618. 

## Monopolio e colonizzazione in Asia
L’azione di Coen come governatore-generale della VOC fu diversa a seconda della regione, del momento in cui agì e della portata delle conseguenze delle sue imprese, ma fu sempre finalizzata a raggiungere il suo obiettivo principale: il monopolio commerciale olandese nel sud-est asiatico.

### Batavia

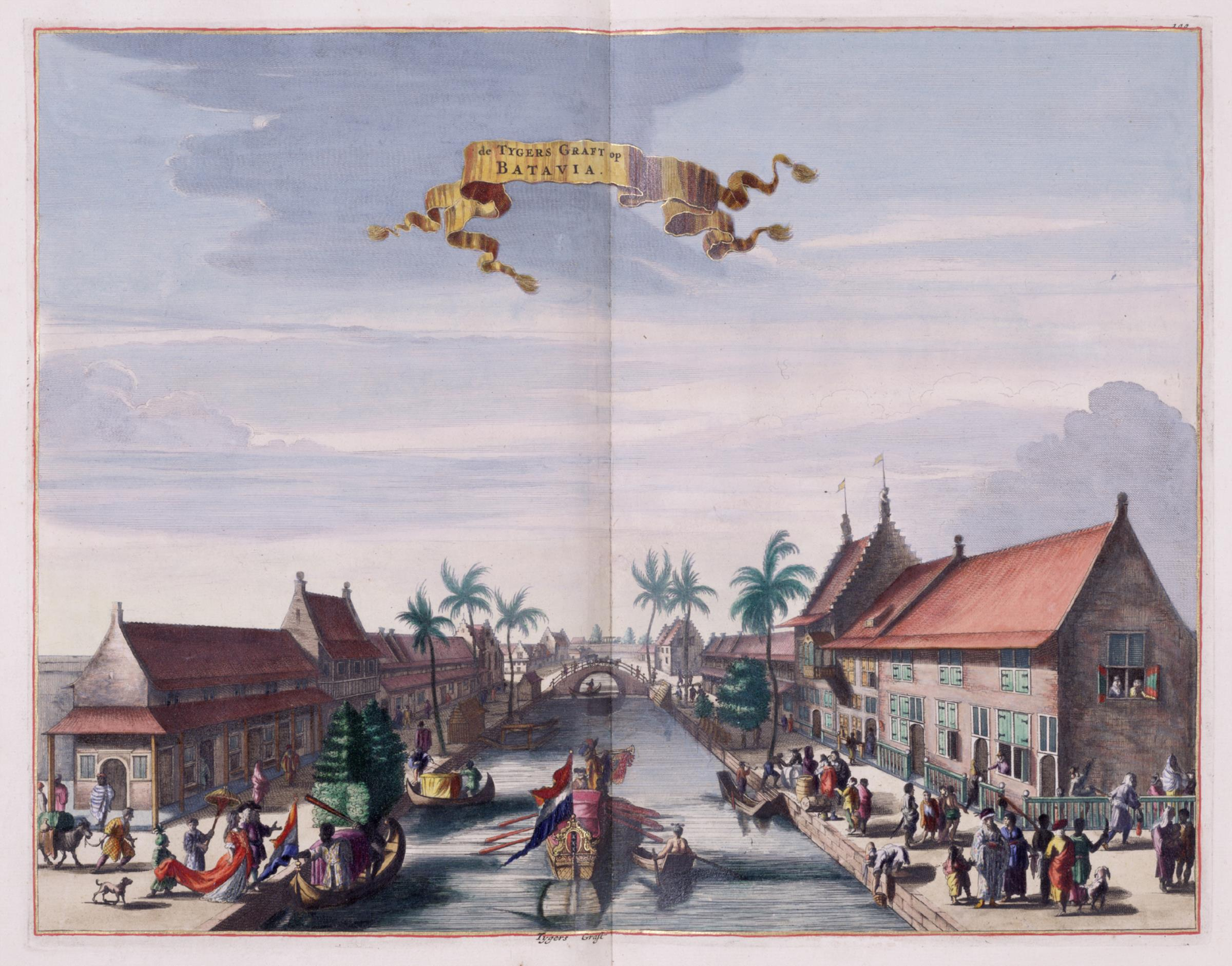
Il canale Tijgersgracht, costeggiato da alberi di cocco, Batavia metà del XVII sec.

La VOC necessitava di una base commerciale e navale sicura ed efficiente per operare nei mari del sudest. L’occasione si palesò durante il lungo conflitto con gli inglesi: approfittando di questo, il sultano di Bantam si impossessò di Giacarta, sull'isola di Giava, precedentemente occupata dagli stessi olandesi. Partendo da Amboyna nel 1619 Coen espugnò la città, la rase al suolo ed al suo posto fondò Batavia, mutuandone il nome dagli antenati teutonici del popolo olandese. La città fu poi da lui riorganizzata urbanisticamente allo stile olandese, con canali ed edifici che ricordavano la sua terra natale, e resa capitale dell'impero nelle Indie Orientali, oltre che sede della stessa VOC nei mari orientali. 

### Noce moscata
In relazione al monopolio realizzabile con la produzione ed il commercio della noce moscata, nel 1616 le Isole Banda erano già state occupate dagli olandesi (ad eccezione dell'isola di Pulau Run, rimasta nelle mani della Compagnia britannica delle Indie Orientali o EIC sino al 1620). Durante l'occupazione delle Isole Banda Coen si rese responsabile della pulizia etnica ai danni della popolazione indigena, massacrata per ottenere il monopolio sulle spezie coltivate in loco, in particolare sulla noce moscata, e sostituita con schiavi importati da altri paesi e coloni olandesi. Questi massacri, avvenuti sia prima che dopo la sua nomina a governatore-generale (probabilmente facilitandone la scelta), ottennero in patria un clamore minore rispetto ai massacri compiuti ai danni dell'avversario inglese, e sono al centro delle critiche attuali al sistema coloniale olandese ideato da Coen stesso.

### Pepe
Una strategia diversa venne adottata nei confronti del pepe, in una condizione di competizione e collaborazione con l'inglese EIC: infatti, aumentando l'offerta del pepe a livelli mai visti precedentemente sul continente europeo, ottenne una diminuzione del prezzo della spezia dell'ordine del 30-40%, minando così per sempre le basi della prosperità di cui avevano goduto sino a quel momento (gli anni Venti del Seicento) Venezia ed il Portogallo, che non riprenderanno mai da questo momento in poi il posto di signorie delle spezie in ambito europeo.

### Chiodi di garofano

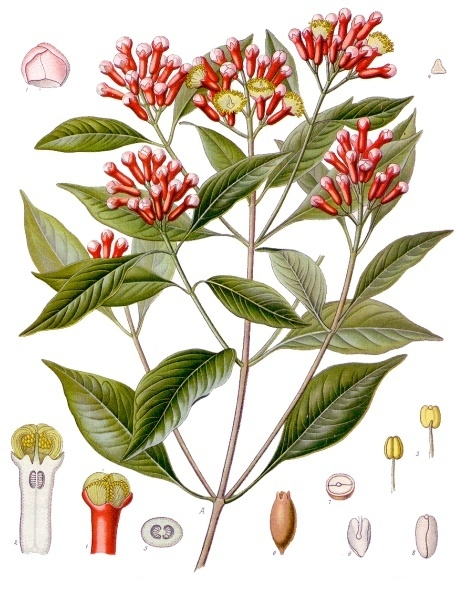
Syzygium aromaticum, la pianta da cui si ottengono i chiodi di garofano

Per i chiodi di garofano la produzione si concentrava soprattutto nelle isole Molucche, al tempo già occupate da inglesi e portoghesi. Nel 1623, dopo aver effettuato una pulizia etnica ai danni della comunità inglese stabilitasi da tempo sull'isola, centralizzò la produzione dei chiodi di garofano sulla sola isola di Amboyna, nelle Molucche, sradicando gli alberi presenti sulle altre isole al fine di mantenere bassa l'offerta di spezie. Quando gli Heeren XVII, dopo essersi definiti "scioccati e sconvolti" per l'accaduto, gli chiesero conto del massacro, Coen rispose che l'aveva portato a termine proprio per perseguire la politica di monopolio decisa assieme ad essi.

### Tratta degli schiavi
Negli stessi anni Coen promosse intensamente la tratta degli schiavi all'interno del bacino dell'Oceano indiano, pur senza mai riuscire a renderlo un commercio proficuo rispetto a quanto realizzato con le spezie, né a riuscire ad ottenere in alcun modo un monopolio saldamente in mano olandese. Una delle ragioni pare essere stato il basso costo della manodopera nel bacino dell'Oceano Indiano e la scarsa presenza numerica olandese, troppo poco numerosa per incidere sulle dinamiche lavorative locali. Nonostante questo, la tratta degli schiavi ebbe un ruolo centrale nell'organizzazione della produzione delle spezie olandese nelle isole, specialmente nelle Banda e nelle Molucche.

### Fine del primo mandato e ritorno ad Amsterdam
Nel 1623, anche a seguito del massacro di Amboyna, scadde il primo mandato da governatore-generale della VOC di Coen, e così poté rientrare nelle Provincie Unite dopo cinque anni di assenza.

## Secondo mandato nella VOC e morte (1627-1629)

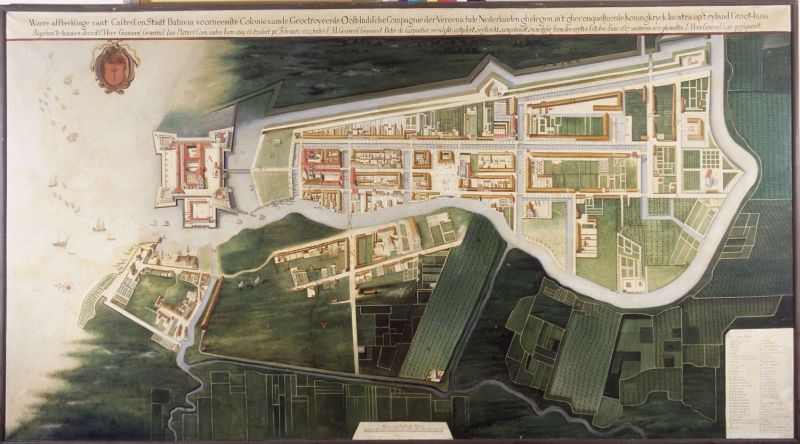
Riproduzione di una mappa della città di Batavia, 1627ca.

Nel 1627 venne nominato ancora governatore-generale della VOC, ma si trovò subito coinvolto in un momento di grande affanno per la stessa Compagnia: infatti, il sultano Agung dello stato di Mataram di lì a poco tentò di conquistare Batavia, mettendola sotto assedio per ben due volte, nel 1628 e nell'anno seguente. L'assedio non cambiò gli assetti geopolitici dell'area, e la città rimase saldamente sotto il controllo olandese, grazie ai sistemi di difesa di cui la città fu subito dotata e alle scarse risorse in termini di uomini ed armamenti in possesso del sultano Agung. Nondimeno, una forte epidemia di colera scoppiò tra gli assediati, e pare che lo stesso Coen vi trovò così la morte nel 1629, probabilmente a causa della dissenteria causata dalla malattia.

### Un bilancio della politica di monopolio
La storica Meilink-Roelofsz fu tra le prime, nel 1962, a mettere in dubbio l'efficacia dell'azione di Coen: diminuendo infatti artificialmente l'offerta di spezie nel mondo questi, se da un lato ne aveva aumentato i prezzi, dall'altro aveva contribuito a diminuire la quantità disponibile per il commercio. La studiosa in particolare, utilizzando l'econometria, ha sottolineato la grossa discrepanza tra la spesa per la guerra sostenuta ed i guadagni derivanti soprattutto dal monopolio naturale di noce moscata, macis e chiodi di garofano creatosi, i quali, seppur sostanziosi, non sarebbero riusciti a coprire la prima, proprio a causa dei bassi volumi di vendita realizzabili. 

## Memoria e contestazione

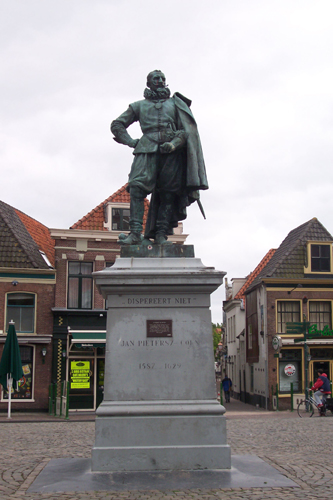
Statua dedicata a Jan Pieterszoon Coen nella sua città natale, Hoorn, Paesi Bassi

Dopo la sua morte la figura di Coen comincia ad assumere diversi significati per la popolazione olandese. Se in un primo momento rimane noto come uno dei primi governatori-generali della VOC, dopo il 1830 con l'indipendenza del Belgio un'Olanda che ha bisogno di figure eroiche lo trasforma nel fautore della grandezza del paese durante il secolo d'oro, emblema dell'intraprendenza dei marinai e dei mercanti seicenteschi. In suo onore vengono erette statue (come quella nel suo paese natale, Hoorn vicino ad Amsterdam, del 1893), lapidi commemorative (a Batavia) e dedicate strade (come Jan Pieterszoon Coenstraat ad Utrecht), porti (il Coenhaven di Amsterdam) ed anche dei tunnel cittadini (come il Coentunnel di Amsterdam), tra gli altri. 

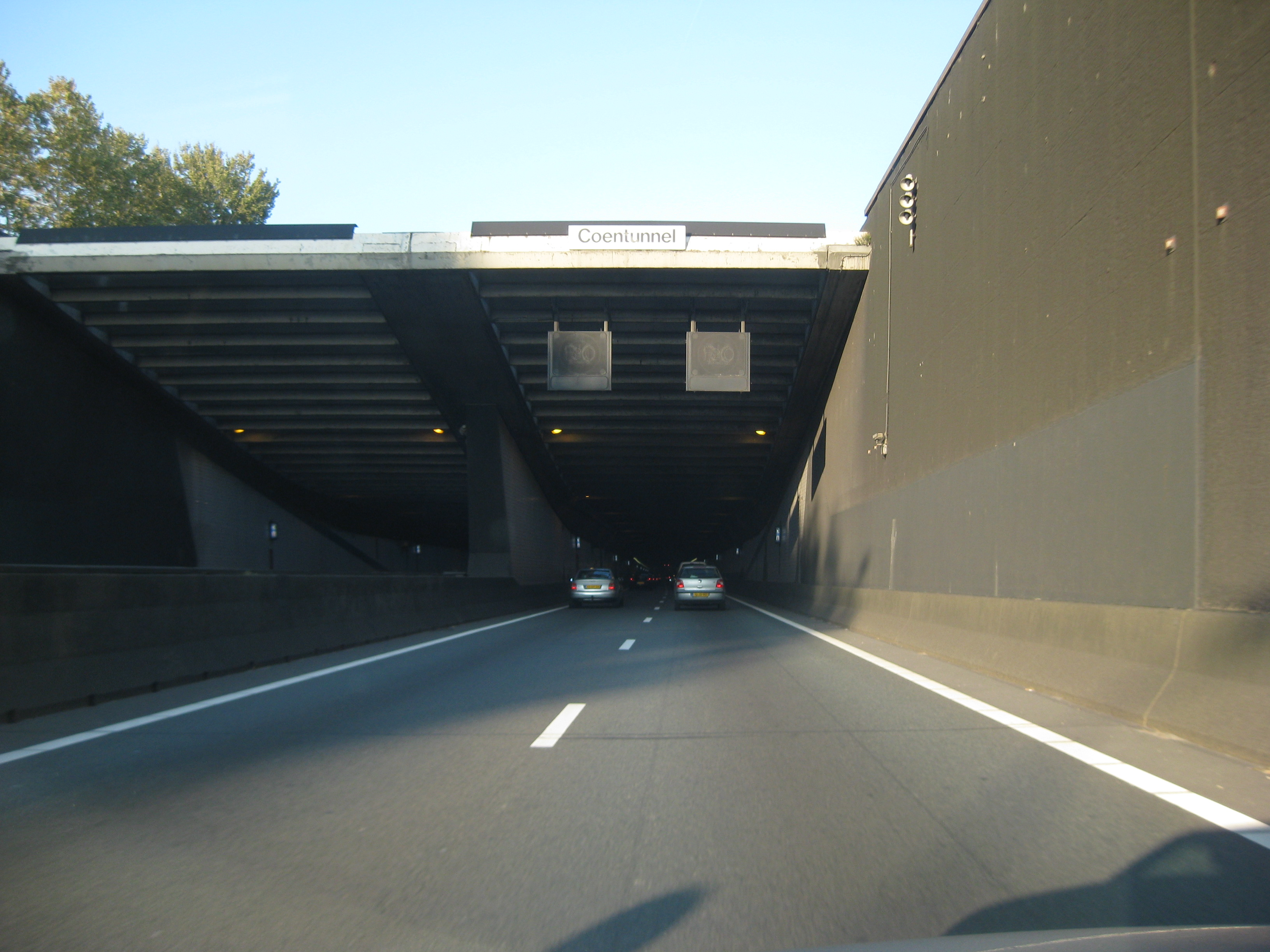
Ingresso del Coentunnel ad Amsterdam, Paesi Bassi

Con il processo di decolonizzazione ed i primi studi post-coloniali, però, la memoria del grande navigatore viene offuscata dalla portata delle azioni criminose ai danni delle popolazioni native delle isole Banda o degli altri arcipelaghi dove instaurò i monopoli delle spezie. Nel 2020, sulla scia del movimento Black Lives Matter, si sono registrate proteste e sfregi ai danni della statua di Coen situata nella cittadina natale Hoorn. Il consiglio comunale della città non ha ancora deciso nel 2024 cosa fare con la statua, avversata da molti, ma sentita ancora come parte del patrimonio collettivo della cittadina da parte dei suoi abitanti.